# Felix Klare

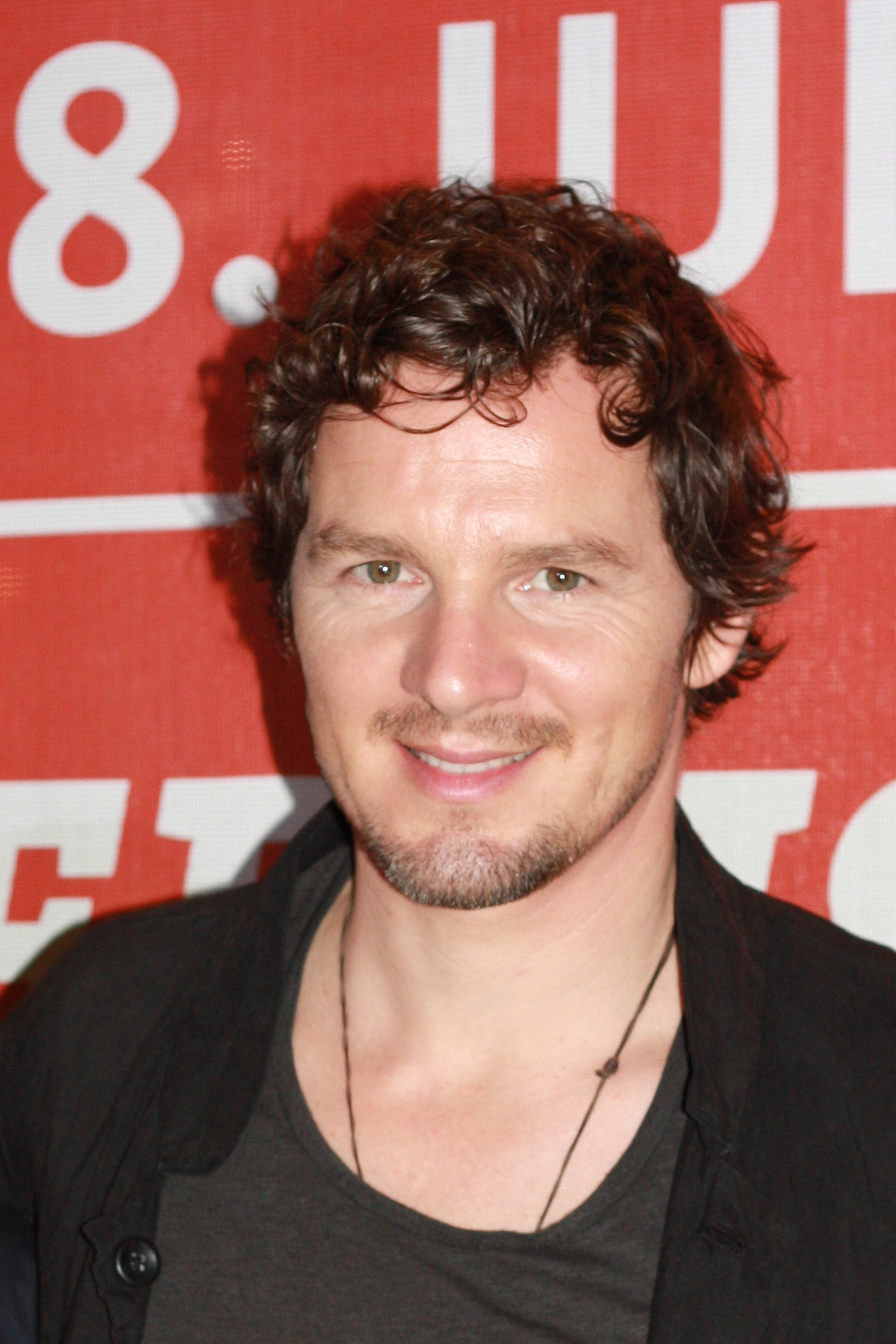
Felix Klare, 2016

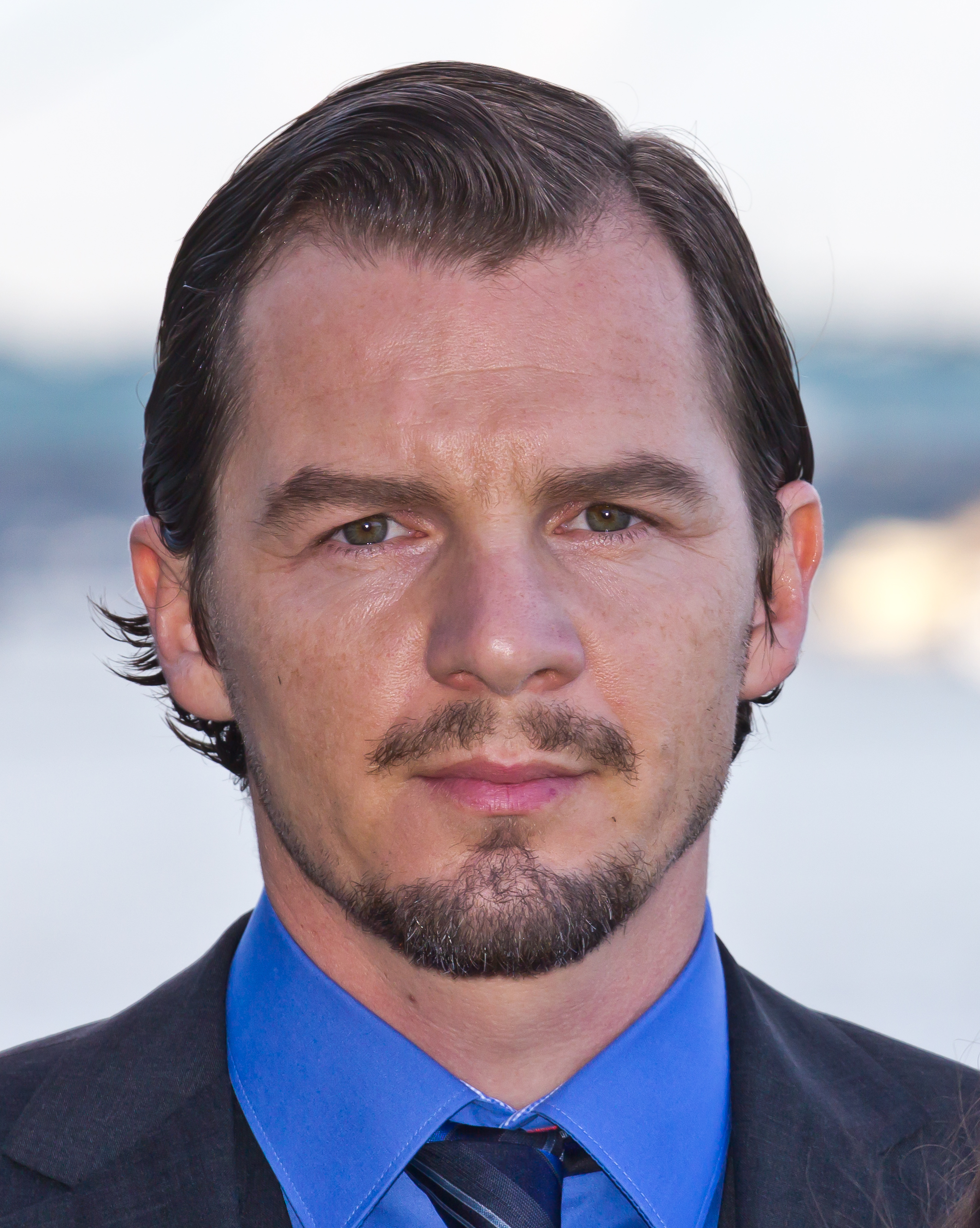
Felix Klare, 2014

Felix Klare (* 12. Oktober 1978 in Heidelberg) ist ein deutscher Schauspieler. Einem breiten Publikum ist er seit 2008 als Hauptkommissar Sebastian Bootz im Stuttgarter Tatort bekannt.

## Leben
Felix Klare wurde als Sohn eines aus Jena stammenden Ärzte-Ehepaares geboren, das im Jahr 1974 – vier Jahre vor seiner Geburt – mit seinen drei älteren Geschwistern mit gefälschten Papieren aus der DDR im Flugzeug über Prag nach Zürich geflohen war. Sein Vater, Georg Bernd Klare (1938–2019), war Kinderarzt und nach Stationen am Kinderhospital Osnabrück und der Universitätskinderklinik Heidelberg Leiter des Dialysezentrums der Kinderklinik im Städtischen Krankenhaus München-Schwabing. Felix Klare wuchs in München auf. Er besuchte 13 Schulen, bevor er an einer Waldorfschule Abitur machte. Nach der Schule absolvierte er seine Schauspielausbildung von 1998 bis 2002 an der Hochschule für Schauspielkunst „Ernst Busch“ Berlin.
Im April 2021 beteiligte sich Klare an der Protestaktion #allesdichtmachen, bei der rund 50 prominente Schauspieler in Einzelvideos diverse Maßnahmen zur Eindämmung der COVID-19-Pandemie ironisch-satirisch kommentierten.
Felix Klare ist mit der Schauspielerin Zora Thiessen (* 1980) verheiratet, die er bereits seit dem 14. Lebensjahr kennt, und hat mit ihr vier Kinder, darunter die Schauspielerin Falka Klare (* 2007).

## Karriere
Erste Engagements führten Klare an das Maxim-Gorki-Theater Berlin, das Berliner Ensemble und das Deutsche Schauspielhaus Hamburg unter Jan Bosse. 2002 wechselte er für zwei Jahre an das Theater Freiburg in der Intendanz von Amélie Niermeyer. Seit 2005 arbeitet Felix Klare als freier Schauspieler in München. Dabei übernahm er Rollen am Bayerischen Staatsschauspiel München und in der Spielzeit 2006/07 am Düsseldorfer Schauspielhaus.
Seit 2002 arbeitet Klare auch für Film und Fernsehen. Nachdem er in der Krimiserie SK Kölsch seinen ersten Fernsehauftritt hatte, gab er 2003 als Siggi sein Langfilmdebüt in Gabi Kubachs Ich leih’ dir meinen Mann und war in einer Nebenrolle als Student in der deutsch-US-amerikanischen Koproduktion Luther auf der Kinoleinwand zu sehen. Im Jahr 2008 trat er im Tatort des Südwestrundfunks als Hauptkommissar Sebastian Bootz neben Richy Müller als Hauptkommissar Thorsten Lannert die Nachfolge des Stuttgarter Ermittlers Ernst Bienzle (Dietz-Werner Steck) an. Die erste Folge mit diesem Team wurde am 9. März 2008 im Ersten ausgestrahlt.
2010 spielte Klare die Hauptrolle in der SWR-Produktion Bis nichts mehr bleibt über einen Scientology-Aussteiger. In der Märchenadaption Rotkäppchen von Sibylle Tafel übernahm er im Jahr 2012, an der Seite seiner Ehefrau, die Rolle des Jägers. In Friedemann Fromms Fernsehdrama Momentversagen war er 2014 als untreuer Staatsanwalts Manuel Bacher zu sehen. 2020 wurde er in den Hauptrollen in den beiden Fernsehfilmen Unschuldig und Weil du mir gehörst besetzt, in denen er jeweils einen Vater spielt, dem die Kinder vorenthalten werden sollen. In der im selben Jahr erstausgestrahlten Charlotte-Link-Verfilmung Die Entscheidung wurde er ebenfalls in der Hauptrolle besetzt. 2025 war er im ZDF-Zweiteiler Lillys Verschwinden, der deutliche Parallelen zum Vermisstenfall Madeleine McCann aufweist, als Niklas Grothe an der Seite von Petra Schmidt-Schaller zu sehen.

## Filmografie
- 2002: SK Kölsch (Fernsehserie, Folge In vollem Wichs)
- 2003: Luther
- 2003: Ich leih’ dir meinen Mann
- 2005: Das Leben der Philosophen
- 2006: Offset
- 2010: Vorstadtkrokodile 2
- 2010: Bis nichts mehr bleibt
- 2010: Dutschke
- 2011: Die Tote im Moorwald
- 2012: München 72 – Das Attentat
- 2012: Herbstkind
- 2012: Rotkäppchen
- 2013: Fluss des Lebens – Verloren am Amazonas
- 2013: Pass gut auf ihn auf!
- 2013: Der Wagner-Clan. Eine Familiengeschichte (Der Clan. Die Geschichte der Familie Wagner)
- 2013: Die Chefin (Fernsehserie, Folge Jugendsünden)
- 2013: Nord Nord Mord – Clüver und die fremde Frau (Fernsehreihe)
- 2014: Unter Anklage: Der Fall Harry Wörz
- 2014: Momentversagen
- 2015: Zweimal lebenslänglich
- 2016: Der Island-Krimi: Der Tote im Westfjord (Fernsehreihe)
- 2016: Ich will (k)ein Kind von Dir
- 2017: Landgericht – Geschichte einer Familie
- 2017: Auf der anderen Seite ist das Gras viel grüner
- 2018: Liebe auf Persisch
- 2018: Unschuldig (Zweiteiler)
- 2019: Weil du mir gehörst
- 2019: Zwischen zwei Herzen
- 2020: Charlotte Link – Die Entscheidung (Fernsehreihe)
- 2020: Kein einfacher Mord
- 2020: Wahrheit oder Lüge
- 2021: Schneller als die Angst
- 2022: Die Bürgermeisterin
- 2022: Totenfrau (Fernsehserie, 6 Folgen)
- 2023: Wir haben einen Deal
- 2024: Münter & Kandinsky
- 2025: Lillys Verschwinden (Zweiteiler)

### Tatort-Folgen
- 2008: Hart an der Grenze – Regie:  Elmar Fischer
- 2008: In eigener Sache – Regie: Elmar Fischer
- 2009: Tödliche Tarnung – Regie: Rainer Matsutani
- 2009: Das Mädchen Galina – Regie: Thomas Freundner
- 2009: Altlasten – Regie: Eoin Moore
- 2010: Blutgeld – Regie: Martin Eigler
- 2010: Die Unsichtbare – Regie: Johannes Grieser
- 2011: Grabenkämpfe – Regie: Zoltan Spirandelli
- 2011: Das erste Opfer – Regie: Nicolai Rohde
- 2012: Scherbenhaufen – Regie: Johannes Grieser
- 2012: Tote Erde – Regie: Thomas Freundner
- 2013: Spiel auf Zeit – Regie: Roland Suso Richter
- 2013: Happy Birthday, Sarah – Regie: Oliver Kienle
- 2014: Freigang – Regie: Martin Eigler
- 2014: Eine Frage des Gewissens – Regie: Till Endemann
- 2015: Der Inder – Regie: Niki Stein
- 2015: Preis des Lebens – Regie: Roland Suso Richter
- 2016: Im gelobten Land – Regie: Züli Aladag
- 2016: HAL – Regie: Niki Stein
- 2017: Stau – Regie: Dietrich Brüggemann
- 2017: Der rote Schatten – Regie: Dominik Graf
- 2018: Der Mann, der lügt – Regie: Martin Eigler
- 2018: Anne und der Tod – Regie: Jens Wischnewski
- 2019: Hüter der Schwelle – Regie: Piotr J. Lewandowski
- 2020: Du allein – Regie: Friederike Jehn
- 2020: Der Welten Lohn – Regie: Gerd Schneider
- 2021: Das ist unser Haus – Regie: Dietrich Brüggemann
- 2021: Videobeweis – Regie: Rudi Gaul
- 2022: Der Mörder in mir – Regie: Niki Stein
- 2023: Die Nacht der Kommissare – Regie: Shirel Peleg
- 2023: Vergebung – Regie: Rudi Gaul
- 2024: Zerrissen – Regie: Martin Eigler
- 2024: Lass sie gehen – Regie: Andreas Kleinert
- 2025: Verblendung – Regie: Rudi Gaul

## Theater (Auswahl)
- 2000: Gerettet – Regie: Grazina Kania, Maxim Gorki Theater, Berlin
- 2002: Roberto Zucco – Regie: Jan Bosse, Deutsches Schauspielhaus, Hamburg
- 2002: Ein Sommernachtstraum – Regie: Amelie Niermeyer, Theater Freiburg
- 2002: Nibelungen – Regie: Sebastian Baumgarten, Theater Freiburg
- 2003: Fegefeuer in Ingolstadt – Regie: Stephan Rottkamp, Theater Freiburg
- 2003: Vermummte – Regie: Didi Danquart, Theater Freiburg
- 2004: Moby Dick – Regie: Amelie Niermeyer, Theater Freiburg
- 2005: Gier – Regie: Tina Lanik, Residenz Theater München
- 2006: Der Revisor – Regie: Peter Schulte-Michels, Düsseldorfer Schauspielhaus
- 2006: Othello, Venedigs Neger – Regie: Stephan Rottkamp, Düsseldorfer Schauspielhaus
- 2006: Philotas – Regie: Alexander Nerlich, Residenz Theater München
- 2007: Country Music – Regie: Alexander Nerlich, Residenz Theater München
- 2009: Daddy – Regie: Alexander Nerlich, Residenz Theater München
- 2010: Leere Stadt – Regie: Alexander Nerlich, Residenz Theater München
- 2017: Ehen in Philipsburg – Regie: Stephan Kimmig, Staatstheater Stuttgart

## Auszeichnungen
- 2020 Bayerischer Fernsehpreis in der Kategorie Bester Schauspieler in Weil Du mir gehörst
- 2020: Preis der Deutschen Akademie für Fernsehen in der Kategorie Schauspieler Hauptrolle in Unschuldig
- 2024: Robert-Geisendörfer-Preis für Wir haben einen Deal[11]